# Stéphane Ortelli
Stéphane Ortelli (1970. március 30. –) monacói autóversenyző, az 1998-as Le Mans-i 24 órás autóverseny győztese.

## Pályafutása
2002-ben megnyerte a Porsche Supercup sorozatot. 2002 és 2003 között több futamgyőzelmet szerzett az FIA GT bajnokság N-GT csoportjában.
2005-ben a túraautó-világbajnokság hat futamán vett részt, melyek alatt összesen három pontot gyűjtött.
Stéphane jelentős sikereket ért el hosszútávú versenyeken. 1998-ban a Porsche AG csapatában, Laurent Aïello és Allan McNish társaként megnyerte a Le Mans-i 24 órás autóversenyt, ezentúl a 2000-es futamon már az Audi versenyzőjeként második lett.
A 2005-ös Sebringi 12 órás versenyen a GT1-es kategória győztese volt a brit Darren Turner és az ausztrál David Brabham csapattársaként.

## Eredményei

### Le Mans-i 24 órás autóverseny
| Év   | Csapat                      | Autó                | Csapattárs       | Csapattárs        | Helyezés | Kiesés oka |
| ---- | --------------------------- | ------------------- | ---------------- | ----------------- | -------- | ---------- |
| 1995 | Larbre Compétiton           | Porsche 911 GT2     | Emmanuel Collard | Dominique Dupuy   | Kiesett  | Baleset    |
| 1996 | New Hardware Racing         | Porsche 911 GT2     | Andrew Bagnall   | Andy Pilgrim      | 17.      |            |
| 1997 | Roock Racing                | Porsche 911 GT1     | Karl Wendlinger  | Allan McNish      | Kiesett  | Baleset    |
| 1998 | Porsche AG                  | Porsche 911 GT1     | Laurent Aïello   | Allan McNish      | Győzelem |            |
| 1999 | Audi Sport Uk Ltd.          | Audi R8C            | Stefan Johansson | Christian Abt     | Kiesett  |            |
| 2000 | Audi Sport Team Joest       | Audi R8             | Laurent Aïello   | Allan McNish      | 2.       |            |
| 2001 | Team Bentley                | Bentley EXP Speed 8 | Martin Brundle   | Guy Smith         | Kiesett  |            |
| 2004 | Freisinger Motorsport       | Porsche 996 GT3 RSR | Ralf Kelleners   | Romain Dumas      | 13.      |            |
| 2005 | Audi Playstation Team ORECA | Audi R8             | Franck Montagny  | Jean-Marc Gounon  | 4.       |            |
| 2006 | Aston Martin Racing         | Aston Martin DBR9   | Pedro Lamy       | Stéphane Sarrazin | 10.      |            |
| 2007 | Team ORECA                  | Saleen S7R          | Soheil Ayari     | Nicolas Lapierre  | 16.      |            |
| 2009 | Team ORECA Matmut AIM       | ORECA 01            | Tiago Monteiro   | Bruno Senna       | Kiesett  | Motorhiba  |

### Túraautó-világbajnokság
|  |  |  |  |  |  |  |  |  |  |  |  | 6 | 15 | Ki | Ki | 9 | 22 |  |  |

## Külső hivatkozások
- Stéphane Ortelli hivatalos honlapja

1. ↑  a születési helyből következtetve